# Сергей Салников
Сергей Салников (на руски: Сергей Салников) е съветски футболист и треньор.

## Кариера
Салников е роден в Краснодар. Той започва да играе футбол през 1941 г. в Москва в младежкия отбор на Спартак. За пръв път се появява с първия отбор през август 1942 г. През 1943 г. се присъединява към тренировките на Зенит Ленинград, които се провеждат в Корольов. Основната част от Зенит е там, поради обсадата на града от нацистите. В допълнение към тренировките, отборът играе приятелски срещи и участва в Купата на Москва.
През 1944 г. заедно с отбора печели Купата на СССР. По пътя към финала е победен Спартак Москва, а Салников е съавтор на победния гол. За Зенит той играе в първия следвоенен сезон през 1945 г. В края на сезона, той става най-добрият голмайстор на отбора, отбелязвайки 8 гола, което му помага да заеме шесто място. През 1946 г. се завръща в Спартак, където играе до 1949 г.
От 1950 г. той е в московския Динамо. Отначало, спартаклии смятат това за предателство. Но скоро се разбира истинската причина за бягството на Сергей Салников. Вторият му баща е арестуван и Салников, вярвайки, че може да облекчи съдбата си, преминава в Динамо. Веднага след като е освободен баща му, Салников се връща в Спартак. Заради това, той е лишен от титлата „Почетен майстор на спорта“, но 3 месеца по-късно е възстановен.
Завършва кариерата си през 1960 г., а от следващата година работи като треньор.
През 1961 г. ръководи клуб Шахтьор (Шахти). През 1964 г. става треньор на клуб Труд Воронеж. От декември 1964 г. работи в Спартак. През 1971 г. води афганистанския Маареф. През 1976 г. отново се завръща в Афганистан, където става треньор на националния отбор.
През 1978 г. се завръща в родната си страна и за 1 година ръководи клуба от втора лига Красная Пресня.
През 1979–1984 г. е телевизионен коментатор на спортната редакционна колегия на Държавната телевизия и радио на СССР.
На 9 май 1984 г. ветерани от Спартак Москва играят с по-млади съотборници. В съблекалнята след мача, развълнуван след победата, той казва на Вячеслав Хамбарцумян: "Старче, видя ли какъв пас направих!". Той се навежда да си развърже бутонките и пада. Реанимацията не помага - Сергей Салников умира от сърдечен удар.

## Личен живот
Два пъти е женен. Първата му съпруга Нина е спортистка. От брака му с нея се раждат 2 дъщери – близнаци. От втората му съпруга, Валентина, отново има две дъщери – близнаци и син Сергей.
Дъщерята от втория брак Юлия (13.08.1964 г.) е шампионка на СССР по тенис. Тя живее в Гърция и има 4 деца. Най-големият ѝ син - Стефанос Циципас е тенисист.

## Отличия

### Отборни
Динамо Москва
- Съветска Висша лига: 1954
- Купа на СССР по футбол: 1953

Спартак Москва
- Съветска Висша лига: 1956, 1958
- Купа на СССР по футбол: 1946, 1947, 1958

Зенит Ленинград
- Купа на СССР по футбол: 1944

### Международни
СССР
- Летни олимпийски игри: 1956